# Jens-Michael Gossauer
Jens-Michael Gossauer (Davos, 1993) is een Zwitserse atleet die vooral deelneemt aan Duathlon-wedstrijden. Op het Wereldkampioenschappen duatlon lange afstand behaalde hij al twee keer zilver.